# Браян Карраско
Браян Карраско (ісп. Bryan Carrasco, нар. 31 січня 1991, Ла-Флорида) — чилійський футболіст, захисник клубу «Динамо» (Загреб).
Насамперед відомий виступами за клуб «Аудакс Італьяно», а також національну збірну Чилі.

## Клубна кар'єра
Народився 31 січня 1991 року в місті Ла-Флорида. Вихованець футбольної школи клубу «Аудакс Італьяно». Дорослу футбольну кар'єру розпочав 2009 року в основній команді того ж клубу, в якій провів три сезони, взявши участь у 50 матчах чемпіонату.
До складу клубу «Динамо» (Загреб) приєднався на умовах оренди 2012 року. Наразі встиг відіграти за «динамівців» 4 матчі в національному чемпіонаті.

## Виступи за збірні
У 2011 році залучався до складу молодіжної збірної Чилі. На молодіжному рівні зіграв у 9 офіційних матчах, забив 3 голи.
У 2012 році дебютував в офіційних матчах у складі національної збірної Чилі. Наразі провів у формі головної команди країни 3 матчі, забивши 1 гол.